# Птицекалипсис (серия фильмов)
«Птицекалипсис» (англ. Birdemic) — американская романтическая серия фильмов ужасов сценариста, режиссера и продюсера Джеймса Нгуена с Аланом Багом и Уитни Мур в главных ролях. Серия начала своё существование в 2010 году, с выходом знаменитой малобюджетной картины «Птицекалипсис: Шок и Трепет», а позже вышло ещё два продолжения: «Птицекалипсис 2: Воскрешение» (2013) и «Птицекалипсис 3: Морской орёл» (2022), вышедшие на видеоносителях и стриминговых сервисах.
Серия известна своим маленьким бюджетом, ужасными спецэффектами и плохой игрой актёров, из-за чего она и получала много критики в свой адрес.
Сразу после выхода третьего фильма, режиссёр заявил, что намерен снять и четвёртную ленту, под предварительным названием «Птицекалипсис 4: Райский сад», который должен выйти в 2025 году.

## Фильмы
| Фильм                         | Дата выхода           | Режиссёр(ы)  | Сценарист(ы) | История от   | Продюсер(ы)  |
| ----------------------------- | --------------------- | ------------ | ------------ | ------------ | ------------ |
| Птицекалипсис: Шок и трепет   | 27 февраля 2010 года  | Джеймс Нгуен | Джеймс Нгуен | Джеймс Нгуен | Джеймс Нгуен |
| Птицекалипсис 2: Воскрешение  | 16 апреля 2013 года   | Джеймс Нгуен | Джеймс Нгуен | Джеймс Нгуен | Джеймс Нгуен |
| Птицекалипсис 3: Морской орёл | 25 сентября 2022 года | Джеймс Нгуен | Джеймс Нгуен | Джеймс Нгуен | Джеймс Нгуен |
| Птицекалипсис 4: Райский сад  | 16 мая 2025 года      | Джеймс Нгуен | Джеймс Нгуен | Джеймс Нгуен | Джеймс Нгуен |

### Птицекалипсис: Шок и трепет (2010)
Стая мутировавших птиц обрушивается на тихий городок Хаф-Мун-Бей в Калифорнии. По мере того, как число погибших растет, двум гражданам удается дать отпор, но переживут ли они Птицекалипсис?

### Птицекалипсис 2: Воскрешение (2013)
Билл, независимый кинорежиссер, обнаруживает официантку Глорию в голливудской забегаловке и приглашает ее на главную роль Ким в свой новый фильм «Сны на закате» , который финансируют его друг Род, предприниматель из Силиконовой долины, и подруга Рода Натали. Вскоре после начала производства «Снов заката» на Голливуд обрушивается ядовитый дождь, в результате чего сохранившиеся птицы-убийцы и пещерные люди появляются из смоляных ям Ла-Бреа, а зомби оживают на ближайшем кладбище. Билл, Глория, Род и Натали путешествуют по Голливуду с сокращающейся группой выживших, отбиваясь от различных угроз, прежде чем птицы в конце концов перестанут атаковать и улетят.

### Птицекалипсис 3: Морской орёл (2022)
Эван, ученый, специализирующийся на геронтологии, создавший собственный стартап, едет в Санта-Крус. На пляже он встречает Ким, климатолога, который проводит тесты на кислотность океана. Он приглашает ее на свидание, и у них завязываются отношения. Через нее Эван получает вдохновение, чтобы начать больше узнавать об угрозе глобального потепления. Во время путешествия по лесам красного дерева Северной Калифорнии на них нападают птицы. Они объединяют усилия с Родом, который несколько лет назад подвергся еще одному нападению птиц, чтобы выжить.

### Будущее

#### Птицекалипсис 4: Райский сад (2025)
Вскоре после выхода третьего фильма, было сказано о предпродакшене четвёртого — Птицекалипсис 4: Райский сад. Предполагается, что фильм выйдет на стриминговых сервисах 16 мая 2025 года.
Нападение птиц продолжается, на этот раз в Сан-Франциско, штат Калифорния.

## В ролях

### Птицекалипсис: Шок и трепет (2010)
| Актёр              | Роль                 |
| ------------------ | -------------------- |
| Алан Баг           | Род                  |
| Уитни Мур          | Натали               |
| Адам Сесса         | Рэмзи                |
| Кэтрин Бэтча       | Бекки                |
| Джени Кастер       | Сьюзен               |
| Колтон Осборн      | Тони                 |
| Рик Кэмп           | Доктор Джонс         |
| Стивен Густавсон   | Том Хилл             |
| Эрик Шварц         | Билл Стоун           |
| Петти ван Эттингер | Мать Натали          |
| Мона Лиза Мун      | Маи                  |
| Дэнни Веббер       | Рик                  |
| Лора Кассиди       | Телеведущая          |
| Грегор Мартин      | Телеведущий          |
| Фрэйзер Джэрви     | Член банды           |
| Ши Кларк           | Член банды           |
| Дэмиэн Картер      | Певец в ночном клубе |
| Джейк Пеннингтон   | Кларк                |
| Джеймс Нгуен       | Камео                |

### Птицекалипсис 2: Воскрешение (2013)
- Алан Баг, как Род
- Уитни Мур в роли Натали
- Пэтси ван Эттингер — мама Натали
- Томас Фавалоро, как Билл
- Челси Тернбо в роли Глории
- Бриттани Н. Пирс в роли Джессики
- Туан Луу, как Уилл
- Аарон Прессбург, как Дастин
- Дэмиен Картер в роли самого себя
- Рик Кэмп, как доктор Джонс
- Эрик Шварц в роли Билла Стоуна
- Стивен Густавсон в роли охотника за деревьями
- Кэрри Стивенс в роли жены охотника за деревьями
- Шон Уокер в роли сына Бевана Пейна, обнимающего деревья
- Колтон Осборн, как Тони
- Сэм Хайд в роли Beach Goer 1
- Чарлз Кэрролл в роли Beach Goer 2
- Ник Рошфор в роли Beach Goer 3

### Птицекалипсис 3: Морской орёл (2022)
- Райан Лорд — Эван
- Джулия Калберт — Ким
- Алан Баг — Род
- Виктория Брэндарт — Кэти
- Марк Де Нола — агент по недвижимости
- Райан Мартин — голодный художник
- Макс Тройя — мистер Грин
- Ли Маклафлин — доктор
- Райан Таплин — серфер
- Эрик Шварц — генеральный директор
- Дэмиен Картер — певец
- Кэмерон Палмер — Мистер Полумесяц Бэй
- Райан Таппер — рэпер
- Карлос Рамос — астроном
- Мануэль Родригес
- Маркос Васкес
- Фил Васкес — Харли Байкерс

## Приём

### Кассовые сборы
| Фильм                         | Дата выхода           | Кассовые сборы | Кассовые сборы | Кассовые сборы | Бюджет   | Источник |
| Фильм                         | Дата выхода           | США            | Другие страны  | Весь мир       |          | Источник |
| ----------------------------- | --------------------- | -------------- | -------------- | -------------- | -------- | -------- |
| Птицекалипсис: Шок и трепет   | 27 февраля 2010 года  |                |                |                | $10 000  | [ 5 ]    |
| Птицекалипсис 2: Воскрешение  | 16 апреля 2013 года   |                |                |                | $30 000  | [ 6 ]    |
| Птицекалипсис 3: Морской орёл | 25 сентября 2022 года |                |                | $758           | $500 000 | [ 7 ]    |
| Итог                          | Итог                  |                |                | $758           | $540 000 |          |

### Критический приём
| Фильм                         | Rotten Tomatoes   | IMDb                   |
| Фильм                         | Tomatometer       | IMDb                   |
| ----------------------------- | ----------------- | ---------------------- |
| Птицекалипсис: Шок и трепет   | 18% (17 рецензий) | 1,7/10 (25000 отзывов) |
| Птицекалипсис 2: Воскрешение  | 0% (2 рецензии)   | 1,5/10 (4900 отзывов)  |
| Птицекалипсис 3: Морской орёл | 17% (6 рецензий)  | 1,6/10 (282 отзыва)    |

«Птицекалипсис» стал известен из-за низкого качества: критики отмечали «деревянную» актёрскую игру и плохо написанные диалоги; дилетантский звук и монтаж; бессмысленный сюжет; плохое качество спецэффектов, состоящих полностью из плохо обработанных орлов и стервятников, смоделированных в компьютерной графике. Помимо исполнения физически неудобных воздушных манёвров (например, вращение на 360°) они плюются кислотой и взрываются с нереальным дымом при ударе о землю и звуковым эффектом, напоминающим пикирование самолёта. Также было отмечено, что птицы появились лишь ближе к середине фильма.
В списке лучших фильмов 2009 года Bloody Disgusting перечислил «Птицекалипсиса» среди своих почётных упоминаний, назвав его «лучшим худшим фильмом, который вы увидите в 2010 году». Газета Huffington Post назвала фильм «поистине одним из худших фильмов, когда-либо созданных». Variety сообщила, что «Птицекалипсис» «демонстрирует все почитаемые признаки уморительно плохого кинопроизводства: глупые диалоги <…> неверная музыка, ужасный звук <…> и спецэффекты, которые просто необходимо увидеть, чтобы поверить: птицы пикируют и взрываются в красно-желтых клубах дыма, и орлы из картинок, грубо приклеенные на экран, с механически взмахивающими только кончиками крыльев». The Village Voice описал «Птицекалипсис» как «еще один фильм в пантеоне любимых треш-терпкейсов». Salon прокомментировал «ужасную компьютерную графику» и сообщил, что фильм стал «культовым хитом среди фанатов плохих фильмов».
В онлайн-обзоре Independent Film Channel говорится, что фильм «обязан „Плану 9 из открытого космоса“ Вуда с его смесью сверхнизкобюджетного кинопроизводства и экологического послания». The New York Times сообщил о культовом статусе фильма, а The Guardian написал, что «Птицекалипсис имеет деревянную актёрскую игру, неуклюжую операторскую работу <…> и грубые спецэффекты, которые доводят зрителей до слез от смеха, а не ужаса». Slate пишет, что «аспекты Птицекалипсиса» могут показаться слишком плохими, чтобы быть правдой… Безыскусность фильма начинает функционировать как своего рода галлюцинаторное искусство…, и мы видим, как повествовательное пространство фильма постоянно разрушается и восстанавливается — кровавые швы на его лбе, болты на шее. Эта поломка может быть очень неприятной и удивительно заразительной». По состоянию на июнь 2020 года, фильм имеет 18 % рейтинга одобрения на «Rotten Tomatoes», составленного на основе 17 обзоров со средневзвешенной оценкой 2,55/10.
Деннис Харви из Variety писал: «Частичное самоосознание Нгуеном лагерной ценности своего нового фильма ... делает его лишь натянутой, наполовину понятой шуткой, а не виновато приятной непреднамеренной шуткой, которым был Птицекалипсис: Шок и трепет». Род Лотт из Oklahoma Gazette написал: «Что удерживает Птицекалипсис 2 от достижения уровня веселья первого фильма, так это склонность Нгуена рассматривать этот обход как катушку с лучшими хитами». HorrorNews.net оценил его на 0/5 звезд и назвал худшим фильмом года.
Третий фильм, как и его предшественники, был раскритикован критиками, хоть и был признан лучшим в серии. На Rotten Tomatoes картина получила 17 % одобрения на основе 6 голосов. На IMDb фильм заработал лишь 1.6 баллов из 10, что хуже первого фильма. На Blu-Ray.com триквел оценили лишь в 2/10 с киноресурсом: «Нгуен все еще не попадает в цель с этим сокрушительно безжизненным продолжением никому не нужной франшизы».